# Villa-mausoleo de Centcelles

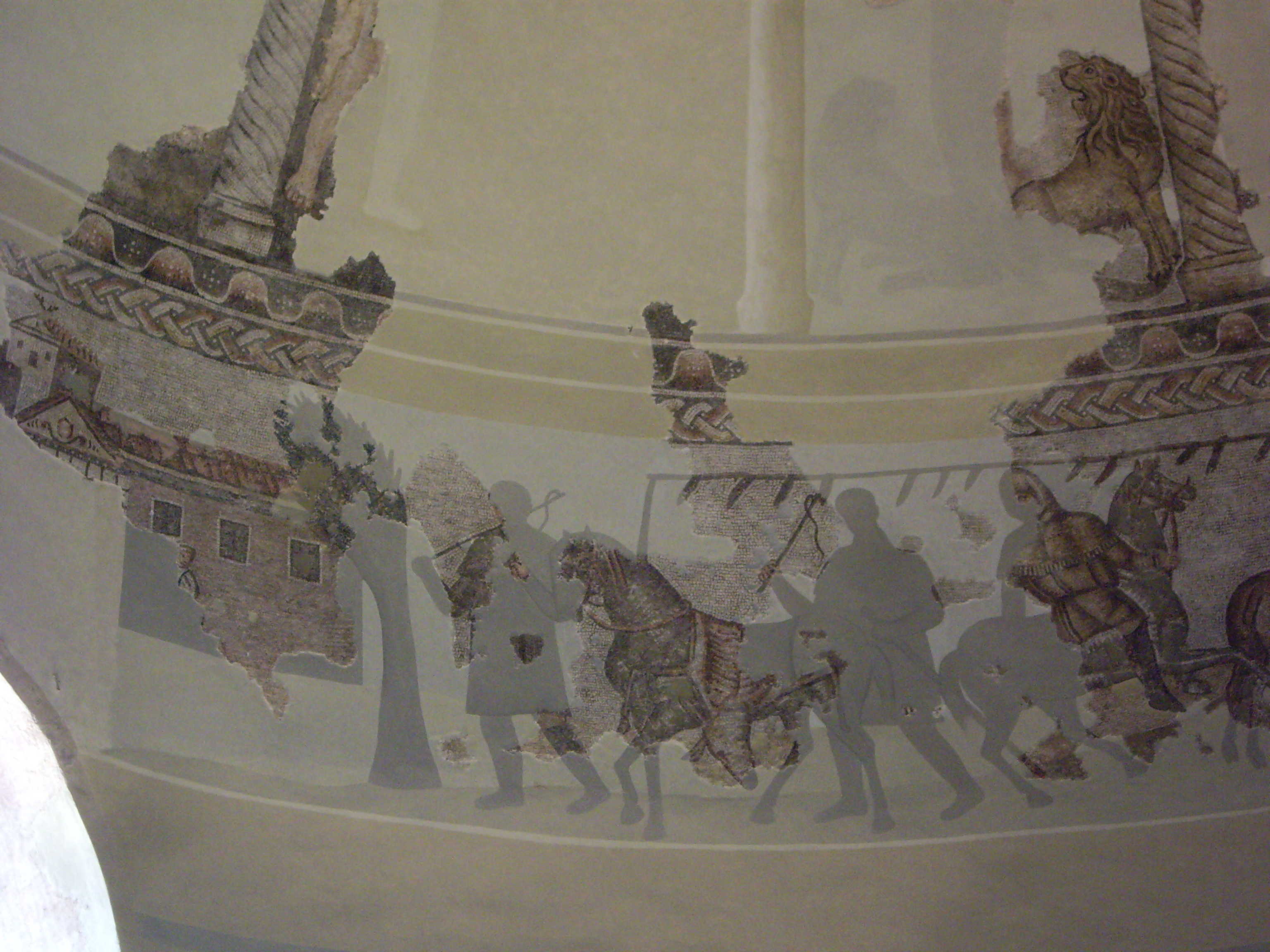
Escenas de caza en la cúpula.

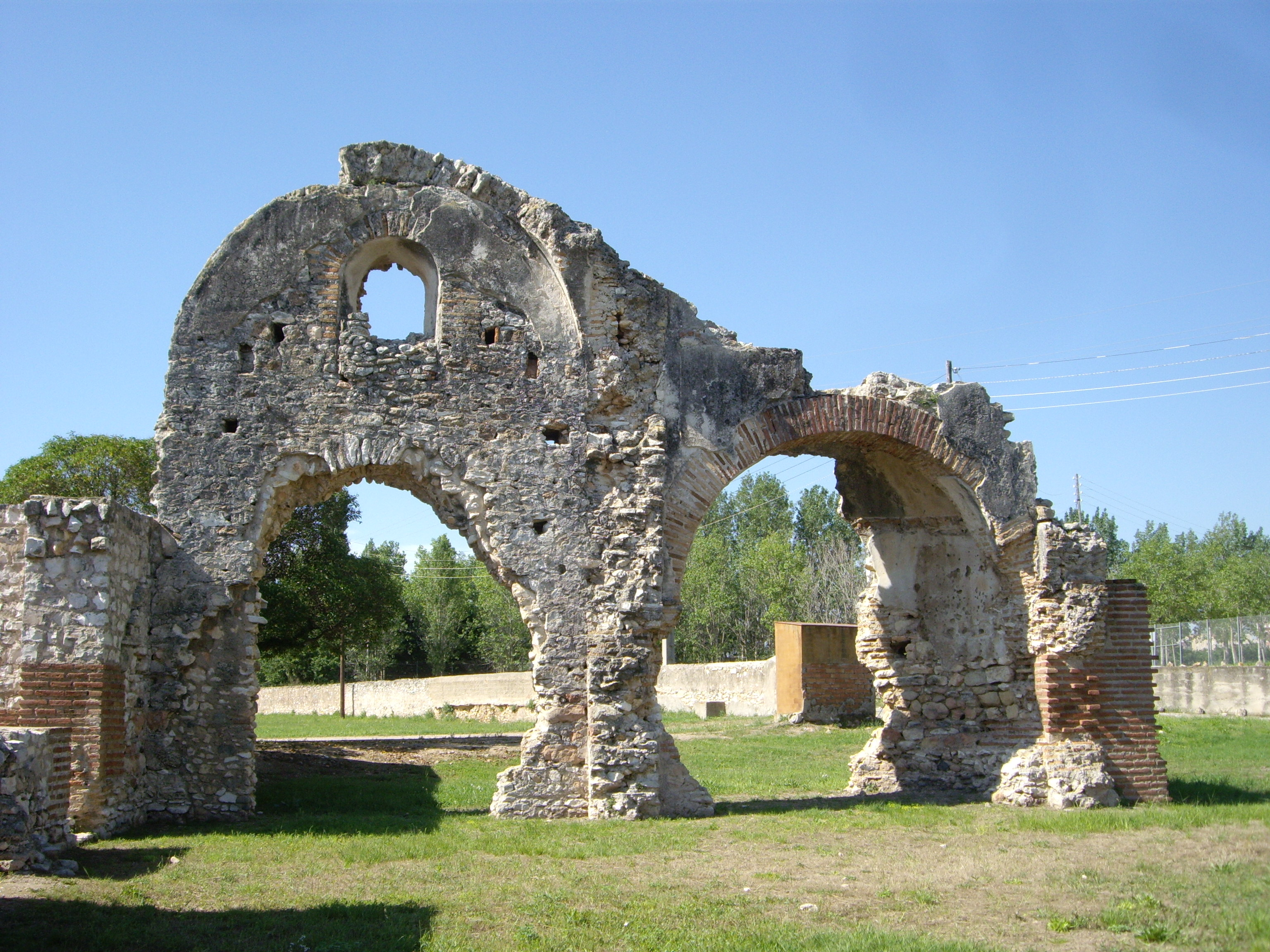
Restos de las termas romanas.

La Villa-mausoleo de Centcelles, está ubicada en el actual término municipal de Constantí, a 7 kilómetros de la ciudad de Tarragona, muy cerca del río Francolí. Es uno de los monumentos romanos, conservados, más importantes de España, con una cúpula recubierta de mosaicos de excepcional valor. Es una de las localizaciones del Lugar Patrimonio de la Humanidad denominado Conjunto arqueológico de Tarraco, en concreto identificado con el código 875-012.

## Historiografía
Las primeras noticias acerca del yacimiento de Centcelles son de época medieval. La fuente más antigua es un documento del monasterio de Ripoll del año 888, de tiempos del conde Wifredo, en el que se hace referencia a un lugar llamado Centumcellae aunque su datación da lugar a múltiples debates. En un documento de 1151, aparece la mención a una ecclesia de Sent Seles y en uno de 1554 una bula del papa Anastasio dirigida al arzobispo Bernardo de Tarragona cita una ecclesia de cemtumcellis. Se puede suponer que la iglesia que se menciona en los documentos medievales estaba instalada en la sala de la cúpula, pero no existen restos de un edificio independiente de ser interpretado como iglesia. Además la planta centrada no se corresponde con la planimetría habitual de las iglesias de la época. El nombre de Centcelles seguirá mencionándose durante la Edad Media, pero ya como una pequeña aldea. En el año 1700 se mencionan unos pagos que parecen coincidir con la ampliación de un friso de yeso al pie de la cúpula y una gruesa capa de este material sobre el mosaico con la intención de protegerlo. En el año 1877 algunos fragmentos de yeso comenzaron a desprenderse, descubriendo algunas de las figuras que formaban la decoración del mosaico. En el siglo XIX fue el momento en que se produjo el definitivo abandono de los usos religiosos en Centcelles, muy probablemente relacionado con la desamortización de Mendizabal, comportando una adaptación en la vivienda del dueño de los terrenos en que se halla la construcción. Además de esto se compartimentó la sala central en tres plantas: la planta baja destinada a vestíbulo y bodega; la vivienda propiamente dicha con sus diferentes dependencias y el piso superior fue destinado como almacén y granero. Las estructuras de subcripta fueron utilizadas como lagar para la fermentación del vino.

## Contexto histórico y geográfico
Durante la Antigüedad Tardía, tras la reforma administrativa y territorial de Diocleciano, Tarraco entró en el siglo IV perdiendo más de la mitad de la extensión de su antiguo territorio provincial y así quedándose integrado en la Diócesis de Hispania, con capital en Augusta Emerita. Esto supuso un claro retroceso para una ciudad que con anterioridad había gozado de ser el centro administrativo y punto de conexión con el Mediterráneo. Además de todo esto, las incursiones bárbaras del año ca. 260 no favorecieron, aunque es difícil conocer el verdadero grado de afectación de estas incursiones a través de las fuentes escritas. En época tardía Tarraco tendrá problemas para gestionar y mantener en uso los espacios y equipamientos públicos creados a partir de finales del siglo III inicios del IV. El sistema de saneamiento público sufrió alteraciones que no llegaron a corregirse, lo que supuso una colmatación monumental e inutilización del sistema de cloacas. También sufrió la caída del techo de la piscina limaria que almacenaba el agua captada del subsuelo; el cual no fue retirado ni sustituido, a pesar de que la fuente seguiría utilizándose. Esta tendencia regresiva se extiende hasta finales del siglo IV, inicios del V, momento en que empiezan a detectarse importantes transformaciones urbanísticas En los últimos años del siglo IV, debido al Codex Theodosianus, se ordenará la destrucción de los templos paganos y su purificación mediante el signo de la cruz. En la parte alta de la ciudad de Tarraco se integrarán una serie de edificios civiles en la transformación urbanística, tales como; eclessia, monasterium, praetorium, entre otros. A partir de finales del siglo III, inicios del IV, las villae sufrirán una transformación en algún caso asociada a la referencia del Codex Theodosianus y del proceso de destrucción. Solo una de las villae de la zona recuperó un elevado nivel de suntuosidad a mediados del siglo IV, construyendo el edificio sobre las ruinas de una villa anterior. Este panorama cambió a partir del siglo V, cuando Tarraco volvió a reivindicar un espacio en el mapa político contemporáneo por haber sido elegida sede elegida por Geroncio para la entronización de usurpador Máximo como emperador y convertirse así en base de las operaciones militares del Imperio en Hispania. Puede que esto se tradujera en la monumentalización del edificio central de Centcelles.

## El conjunto arquitectónico
El lugar fue ocupado por una gran villa del alto imperio, si bien el primer asentamiento romano data del siglo I a. C. Entre los siglos I y II se construyó la gran villa romana de la cual solo se conserva una parte reducida de su planta, consistente en un gran espacio donde se encontraron dolia romanos utilizados para almacenar productos agrícolas.
En el siglo III se hicieron reformas y se ampliaron las estructuras anteriores. Las edificaciones que son visibles en la actualidad fueron completamente reconstruidas durante el siglo IV. A esta segunda fase pertenecen unas termas romanas. La villa inacabada con una fachada de unos 90 metros tenía un sector destinado a vivienda, baños y una sala absidial. Es muy posible que durante la ejecución del proyecto se realizaran modificaciones añadiéndose otras termas.
Las excavaciones arqueológicas permitieron descubrir la planta y la extensión del yacimiento. Destaca en el centro del mismo el núcleo principal formado por dos salas, unidas entre sí mediante una puerta. La sala de planta circular con cúpula y con forma exterior cuadrada mide 10,60 metros de diámetro y en la parte baja, correspondiente a los ángulos del cuadrado exterior, se abren cuatro nichos semicirculares, de 2,70 metros de diámetro en la base a medida que va cogiendo altura. El lugar estaba iluminado por dos ventanas opuestas de norte a sur en la parte superior, de 1,50 metros de diámetro. Un arco de medio punto de 3 metros daba acceso al exterior por la parte sur del recinto.
Los muros miden 14 metros de altura. La cubierta es en cúpula con una construcción de forma octogonal sobre ella, a modo protector. La distancia desde la cúpula al pavimento actual es de 13,50 metros. Esta sala es la que contiene en su cúpula los mosaicos.
Junto a la cripta se encontraron estratos de residuos de argamasa correspondientes al horizonte de construcción que se superpone directamente sobre el correspondiente estrato de realización del ambiente de la cúpula, lo cual indica que la cripta se construyó cuando la sala no tenía ni pavimento ni decoración.
Sobre el estrato de residuos echaron una capa de grava y arena que fue interpretada como base y relleno para el pavimento. Encima de esta, una fina capa de barro compactado que quizás fue el suelo de la iglesia durante su uso en la época medieval. Dicha afirmación está construida sobre la base de la cerámica medieval que se encontró en el estrato estratigráfico. No hay restos del estrato que cubrió el pavimento, Th. Hauschild lo deduce en base al relleno preparatorio y por la existencia de opus signinum en la zona de acceso de la cripta. La entrada a la cripta mide 1,06 metros de anchura y 1,45 metros de altura. Las dimensiones globales de la cavidad son 3,03 metros de ancho, 3,90 metros de largo y 2,27 metros de profundidad. Este dispositivo, interpretado especialmente como cripta como 'cisterna', plantea numerosas incógnitas. Schlunk, propuso que el alveus, bañera, en la que está enterrado Pedro III de Aragón, procediera de esta estructura subterránea. X. Dupré Raventós le ha dedicado un estudio muy detallado en 2002 a ésta cuestión, pero sin duda la propuesta de Schlunk plantea de forma todavía más compleja la interpretación de este espacio subterráneo. Por otra parte, una cavidad moderna da acceso a la subcripta, una cámara de 3,60 metros x 2,70 metros, con una altura de 1,43 metros. Además, al parecer la cámara fue cubierta por una capa de barro, lo que se interpretó como un lugar no accesible, es decir que su función se limitaba a mantener seca la cripta principal.
La sala de planta centrada cuadrilobulada sin cúpula, anexa a la estructura conservada con mosaico en la cúpula, tiene unas exedras que miden 6,20 metros de altura y 4,80 metros de diámetro. El cuadrado inscrito en el centro mide 7 metros de largo y posiblemente estaría cubierto por una bóveda de arista a menos que fuera una cúpula como en la otra sala. Además de la intercomunicación con la sala del Este, hubo una abertura exterior, que también fue cerrada y transformada.
Al norte hay otras dependencias, las cuales tienen un hipocaustum, es decir un recinto de pequeñas termas semiacabadas que nunca fueron utilizadas. Hay numerosas salas con evidencias de praefurnium, pero no son termas sino que se utilizaron para calentar el pavimento. En Centcelles faltan las instalaciones de servicio, y al igual que otras construcciones del ámbito rural del siglo IV, no llegaron a concluirse las obras. Al noroeste y al nordeste se encuentra el poblado primitivo y la villa rústica. Se realizó una excavación en extensión con cortes de 80 metros. En estos cortes se encontraron las construcciones de época republicana, de aproximadamente siglo II- I a. C. cerca del edificio central. Como añadidura existen extensas construcciones destinadas a dependencias agrícolas que pertenecen a la antigua villa rústica. Un ejemplo de ello es el gran almacén de doliae, recipientes utilizados para el almacenaje de aceite y vino.
En cuanto a la gran villa del siglo IV, ésta fue creada de manera diferencial a las anteriores. La planta es rectangular de enormes dimensiones, con un amplio sector para vivienda. La villa estaba formada alrededor de un gran peristilo con diferentes dependencias. La villa estaba además provista de baños (letrinas) y una sala absidial abovedada. Todo ello ocupando 90 metros de longitud. En el momento de construcción Hauschild cree que se erigió la cripta y la decoración musiva de la sala de la cúpula a la vez. Algunas de las salas cuentan con un revestimiento de la Edad Media, lo que significa que no quedaron terminadas en época romana. Además se pueden además diferenciar el tipo de canalización de las termas, restos de mármol de varios colores, restos de opus signinum, y la abundancia de tesserae en esta zona hablan de un taller de mosaico.
El sistema de construcción de la estructura de Centcelles está marcado por las características romanas. La construcción de los muros es maciza, de 1,50-3 metros. Este grosor hace que se neutralice la fuerza lateral que crea la cúpula, y así se pueda soportar el peso sin necesidad de contrafuertes exteriores. En la estructura de los muros, la caja exterior está formada por materiales de mampostería sin labrar y de diferentes tamaños. Para nivelar la construcción y dar solidez al complejo, entre cada dos o tres hiladas de piedras irregulares se asienta una hilada formada por grandes losas, del espesor de un ladrillo. La constitución de la cúpula sigue el mismo sistema que los muros, pero los materiales están dispuestos con mayor regularidad, ordenados en hileras horizontales que siguen la forma esférica de la cúpula.
El material utilizado es la piedra sin labrar (cascajo, fragmentos de piedra), un sistema muy frecuente en bóvedas romanas. Las intersecciones de las piedras se rellenaban a base de mortero, material muy adaptable por su plasticidad para este tipo de superficies.
Esta diversidad en los métodos de construcción pueden sugerir una cuestión de no contemporaneidad, pero esa suposición se descartó pues ambos muros de los edificios están íntimamente ligados y los estratos de mampostería como las hiladas que las nivelan siguen el mismo sistema sin interrupción. Los arcos que perforan los muros son del tipo romano. Así pues, en general el sistema constructivo se presenta como firme y macizo, al estilo romano: de concepción grandiosa pero pobre en sus materiales quedando bien reflejada la praxis romana. Es, en conjunto, un monumento clave del arte paleocristiano.

## Funcionalidad del edificio
Las primeras teorías respecto de la funcionalidad del edificio fueron aportadas por Helmut Schlunk en 1988, cuando afirmó que la sala con cúpula se trataba de un cenotafio o un mausoleo de algún personaje importante, posiblemente del emperador Constante, asesinado en el año 350, dominus de la villa y personaje que aparece representado en los mosaicos. En el momento que salió a la luz la cripta, A. Hauschild, colaborador de Schlunk, afirmó que se trataba de una cripta funeraria; hipótesis que respaldó la teoría del mausoleo de Schlunk. Además, bajo la cripta había una cámara en bóveda de cañón con cimbra colocada sobre un muro longitudinal en el centro de la cámara y con una capa de arcilla. La cual Hauschild interpreta como una cámara para aislar la humedad y filtraciones. Parece ser que la teoría del mausoleo imperial se hizo conocida debido a la hipótesis del mausoleo de Diocleciano.
Rainer Warland publicó un trabajo en el cual sugirió, sobre la base de la iconografía del mosaico y sobre todo del registro superior (figuras entronizadas), que el uso del edificio fue el de una sala de recepción del propietario de la villa, con la representación del dominus y la domina.
En cambio, J. Arce, tras estudiar la iconografía, considera que las representaciones del registro superior corresponden a una investidura de tipo litúrgico.
Finalmente, en el año 2013 vio la luz una nueva hipótesis sobre la funcionalidad del edificio de la mano de Josep Antón Remolá y Meritxell Pérez, aportando una nueva interpretación al edificio basada en las fuentes documentales, en las transformaciones de Tarraco durante la Antigüedad Tardía y apoyándose en las escenas de la cacería propusieron entenderla como una campaña militar. Esta nueva teoría transformó los edificios principales de Centcelles en pretorio de Asterio, comes Hispaniarum, en un campamento militar en el cual vivieron los altos mandos y convirtió la sala con cúpula, el sacellum, en santuario cristianizado, que custodiaba las enseñas y otros elementos simbólicos de las tropas y albergaba la cámara fuerte de la cripta. El sacellum estuvo conectada con la sala de reuniones.
En definitiva, la interpretación sobre la funcionalidad de Centcelles entra de lleno en el problema de la evolución y terminología del significado de villa, debido a las transformaciones ocurridas durante la Antigüedad Tardía. La arquitectura residencial evoluciona hacia una reestructuración de los espacios, modificando su función original, por esta razón interpretar la funcionalidad del edificio de Centcelles es una tarea compleja.

## Los mosaicos

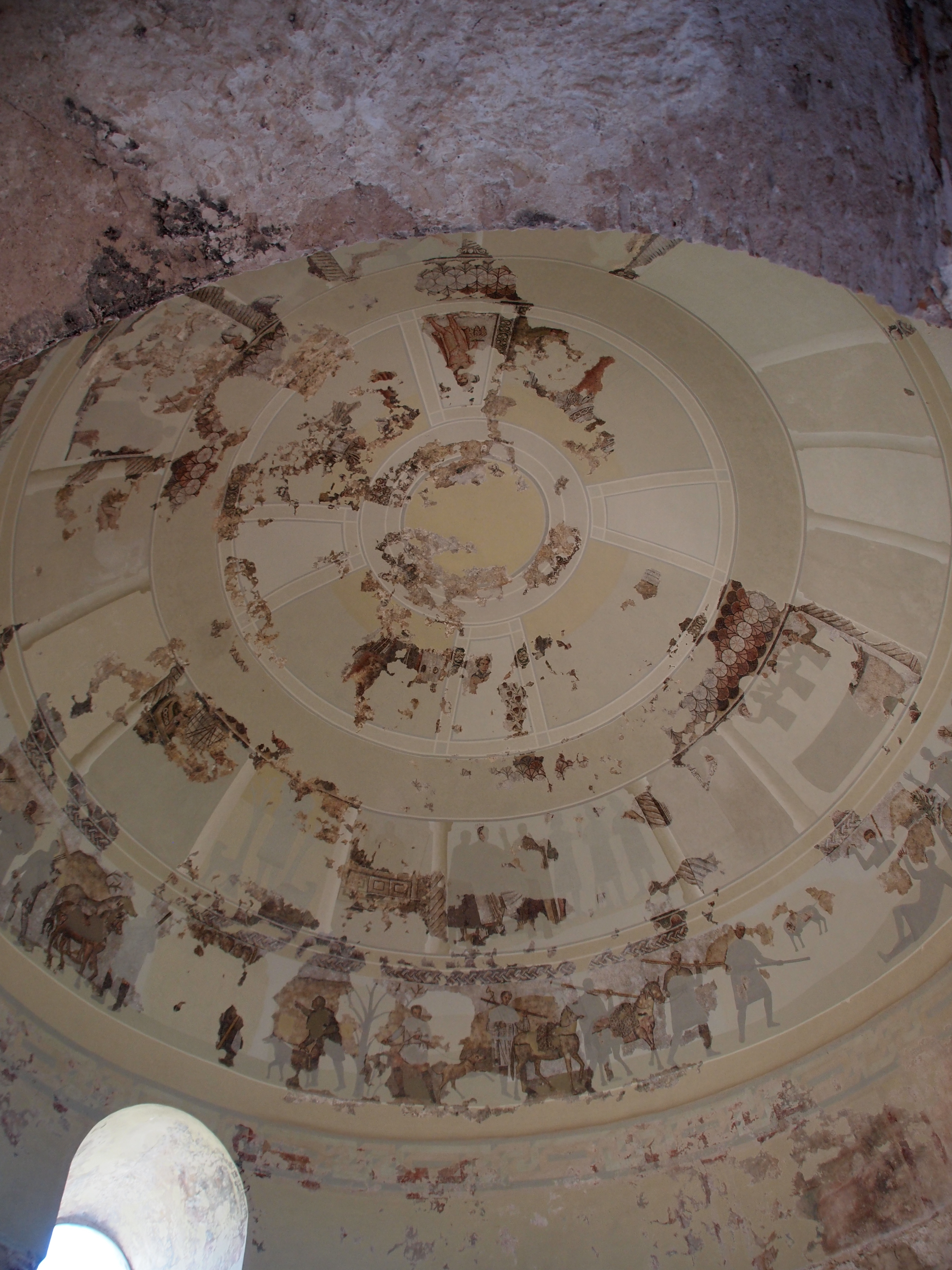
La cúpula con los mosaicos

El programa iconográfico de la cúpula se compone de 3 registros. En el registro inferior podemos distinguir una escena de cacería, una venatio (escena profana) en la cual se puede ver un grupo de cazadores, perros, sirvientes y jinetes cazando ciervos. En el registro intermedio se encuentran las escenas cristianas del Antiguo Testamento y del Nuevo Testamento, de este friso bíblico 12/16 compartimentos son restos musivos reconocibles, 9 de los cuales permiten una interpretación clara. Este registro es de gran valor ya que contiene teselas doradas que construyen el fondo en algunas de las escenas, lo que se traduce en un valor simbólico importante. Las escenas reconocibles son: el Buen Pastor, el Arca de Noé, la Resurrección de Lázaro, canto de los tres jóvenes en el horno, el ciclo de Jonás, la petición de mano de Rebeca, Abraham sacrificando a su hijo, Daniel en la fosa de los leones y Adán y Eva. Finalmente, en el registro superior se encuentran las escenas de las cuatro estaciones y los personajes en “tronos”; estas últimas escenas tienen un fondo verde y dorado y los campos que ocupan los entronizados son más altos que el de las cuatro estaciones.
Registro inferior:
 la escena de caza
El arte, las esculturas, pinturas y los escritos prueban que el ejercicio de la caza siempre ha sido unas de las ocupaciones preferidas, necesarias e incluso lúdicas en la vida del hombre.
Los pavimentos figurados que cubrían los suelos de los edificios públicos y privados romanos iban decorados con temas extraídos preferentemente de la mitología, pero también de la vida diaria, como son los trabajos agrícolas y pesqueros, los banquetes, los espectáculos de circo y de anfiteatro o las actividades cinegéticas. Tanto unos como otros, confirman los datos proporcionados por las fuentes literarias acerca de los gustos y costumbres de los grandes domini romanos.
En el caso de Centcelles se representa la afición de la antigüedad romana a la caza del ciervo. Se muestra por un lado la preparación de la caza, con un ambiente montañoso de fondo en la cual criados o esclavos se disponen a tender las redes, y por el otro se representa un grupo de batidores armados con palos que están ya listos para comenzar la tarea y persecución de los ciervos. Seguido del acto de la caza en la cual los cazadores retornan a la villa, lugar de la cual parte la escena.
El edificio, que quizás representa la propia villa, está formado por dos cuerpos geométricos, cubierta a doble vertiente y un frontón decorado y coronado con astas de ciervo. Puig y Cadafalch reconoció este edificio como prototipo de las casas de labranza existentes en España, en especial en Cataluña.
El primer personaje que se representa en la escena es un cazador del que solo se observan restos del hombro y mano derecha, en la que porta un látigo, mientras que con la izquierda sostiene a un caballo. En medio de esto se representa el brazo de otro cazador con látigo y un ciervo muerto a sus pies.El sistema de caza se desarrolla mediante un sistema de redes verticales, que consiste en colocar una gran red en un paso estratégico para poder capturar los animales, en este caso, ciervos. El cazador debía aguardar hasta que los ciervos chocaran en la red y en ese momento tirar de los extremos, formar un lazo escurridizo y capturar a los animales.
La escena continua con la persecución de los animales a cazar, para dirigirlos a las redes que con anterioridad los cazadores habían preparado. Al fondo de las figuras se puede ver una serie de plumas colgadas y telas brillantes que servirían para asustar a los animales y así poder atraerlos más fácilmente hacia las redes.
La caza del ciervo con el sistema de, fue empleada por los pueblos primitivos, y fue adoptada por los romanos, ejemplos de ello pueden apreciarse en los frescos de las catacumbas.
El siguiente personaje es un cazador a caballo, frente al que corren un ciervo y dos ciervas, que irán a parar a las redes. Más adelante en la escena se ve una cuarta pieza medio caída.
El siguiente grupo tras la separación de un árbol es el que se llamaría de preparación de la caza. Esta escena consta de un grupo de 5 cazadores que van en sentido contrario a estas primeras escenas antes descritas. Varios de estos cazadores llevan bastones en el hombro y llevan también una especie de paquete. Según Schlunk en este paquete llevarían las plumas y telas brillantes para colgarlas de los árboles.
Estos personajes con palos son denominados batidores. Los batidores con sus largos palos y acompañados de los perros, rodeaban la parte del monte donde estaban los ciervos. Su misión consistía en ahuyentar a las presas, creando desconcierto y atrayendolos hacia el lugar donde estaban colocadas las redes.
Los perros jugaban un papel importante, puesto que eran animales adiestrados específicamente para la caza. El guarda perros de Centcelles nos muestra un vestuario típico: túnica corta, bombachos y polainas en las piernas. Esta clase de vestimenta era muy útil para poder moverse con más ligereza durante la cacería.
Destaca en el centro un grupo con varios personajes, uno de ellos con la mirada al frente. Debido a esta escena, se crearán diferentes hipótesis respecto a la cuestión de a quién representa esta figura que mira directamente al espectador. La escena está constituida, además, por un grupo de cazadores con lanzas, un ayudante con tres palos al hombro que sostiene a dos caballos bien preparados. A la derecha un criado sostiene un perro.
En la próxima escena se representa el regreso de los cazadores. Un primer personaje lleva un perro en actitud de movimiento, después, vemos más cazadores con palos al hombro, y que llevan mulos cargados con las redes. Delante de ellos, hay un grupo de jinetes que miran y tienen la mano alzada. Un detalle importante es la identificación LC en el lomo de uno de los caballos, del cual aún no se sabe su significado. También la vestimenta de los personajes interesa debido a que llevan una túnica corta con clavus y orbiculus. Los jinetes eran personajes muy distinguidos en la caza, denotaban un rango superior, y ello queda reflejado en la vestimenta tipo clámide sujeta al hombro que llevan estos personajes que seguirían la cacería a gran velocidad.
En un sentido contrario al rango de los jinetes, están los criados. Las misiones principales de los criados son cuidar de las redes, preparar empalizadas, o conducir a las caballerías. La condición de rango inferior se demuestra en la vestimenta puesto que llevan un tipo de túnica muy humilde.
En cuanto a los animales que van a ser cazados, (los ciervos) presentan características muy distintivas, como son: los pliegues torácicos y musculatura, extremidades altas y delgadas, hocico agudo, cola corta y pelaje luminoso. Algunos artistas diferenciaban los machos de las hembras, en cuanto a la presencia o absencia de cuernos, y aparecían representados con orejas apuntadas y el hocico adelgazado.
Registro intermedio:
 las escenas Bíblicas

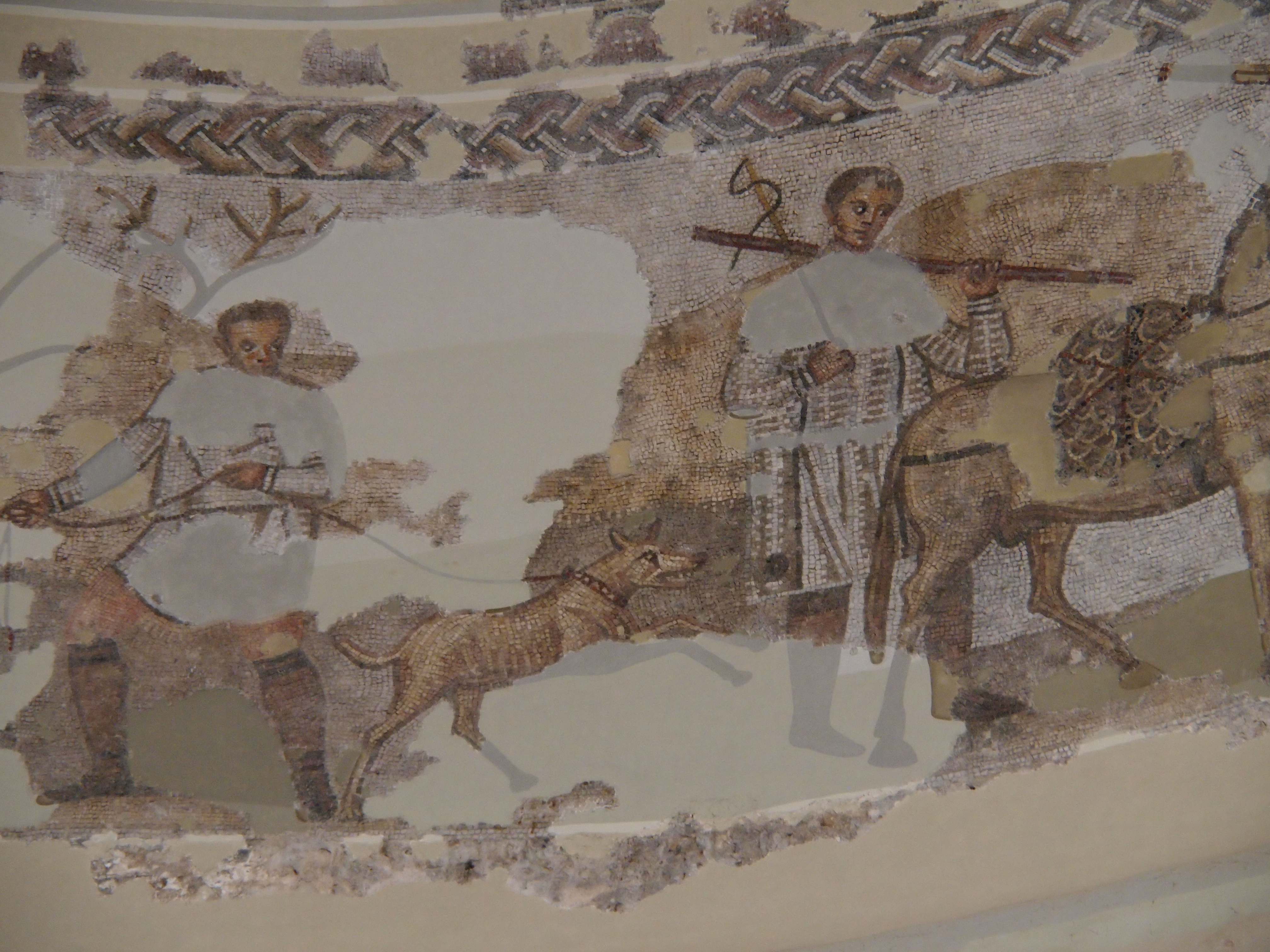
Detalle escena de los batidores con perro

El siguiente ciclo de representaciones contiene únicamente escenas del Antiguo Testamento y Nuevo Testamento, concretamente 16, encuadradas siempre por columnas jónicas helicoidales. Estas columnas son de color blanco grisáceo, pero tienen un lado sombreado en aras de dar una mayor profundidad a la escena.
En la mayoría de las escenas se juega con un fondo claro y uno oscuro en las columnas, excepto en dos de los cuadros, que son totalmente blanquecinos. Además, estas escenas corresponden a los recuadros que se encuentran encima de las ventanas. Esto podría suponer algún tipo de eje central y de mayor importancia respecto a su situación.
La escena del Buen Pastor se encuentra en el centro del recuadro, representado como tan repetidas veces en la iconografía cristiana por el hombre con un cordero sobre los hombros. En Centcelles puede verse la cabeza del cordero y el lomo, y el fondo del mismo está decorado con teselas doradas. Además, en la parte inferior se distinguen las extremidades del cordero, y en el centro, restos de un tronco de árbol a modo de fondo junto con una pradera verde. Seguramente la escena contaría con dos corderos en sus pies simétricamente dispuestos.El rostro del pastor es imberbe y vuelve ligeramente la cabeza hacia la derecha mirando al cordero, que a su vez responde a esta mirada. Así pues, esta escena se considera el eje central del registro. De esa forma hay que leer las siguientes escenas partiendo del eje norte hacia el este y hacia el oeste para poder seguir en orden la secuencia de las narraciones.
El ciclo de Jonás ocupa tres recuadros. La primera de ellas es Jonás arrojado al mar. La mitad superior del intercolumnio se halla ocupada por una nave, cuyo mástil está sujeto por cuatro cabos y del que cuelga una gran vela de color gris blanquecino de forma casi rectangular. La proa del barco termina hacia arriba en punta y se cerraba originariamente en un círculo.
El lateral estaba adornado con una trenza amarilla grisácea de dos cuerdas sobre el fondo marrón. En la parte de delante de la nave, se puede ver a un muchacho vestido con un perizoma, quedando sus pies ocultos por la pared del barco mientras que extiende su mano hacia la vela. En el lado derecho de la nave hay restos de un muchacho sentado con ambas manos extendidas hacia delante. Un poco más abajo se puede apreciar que una figura masculina está siendo arrojada hacia el fondo del mar, que es de un color azul oscuro.
La escena que sigue a la misma es la del profeta escapando del monstruo marino, pero por desgracia la escena está desvanecida conservándose sólo el fondo del intercolumnio que era blanco grisáceo. Se cree que pudiera tratarse de esta escena debido a que la anterior y la siguiente escena pertenecen al ciclo de Jonás. En el registro paleocristiano estas representaciones aparecen juntas en las catacumbas y en los sarcófagos.
Siguiendo con el ciclo de Jonás, la siguiente escena representa a Jonás descansando sobre la hierba (calabacera). En la mitad izquierda y a la altura de los tercios del cuadro se ven las piernas cruzadas de una figura masculina tumbada, y a su izquierda fragmentos de una planta que puede ser interpretada como calabacera. El fondo es gris oscuro y la columna de la derecha ha desaparecido. Se trata de una iconografía muy estimada en la época.

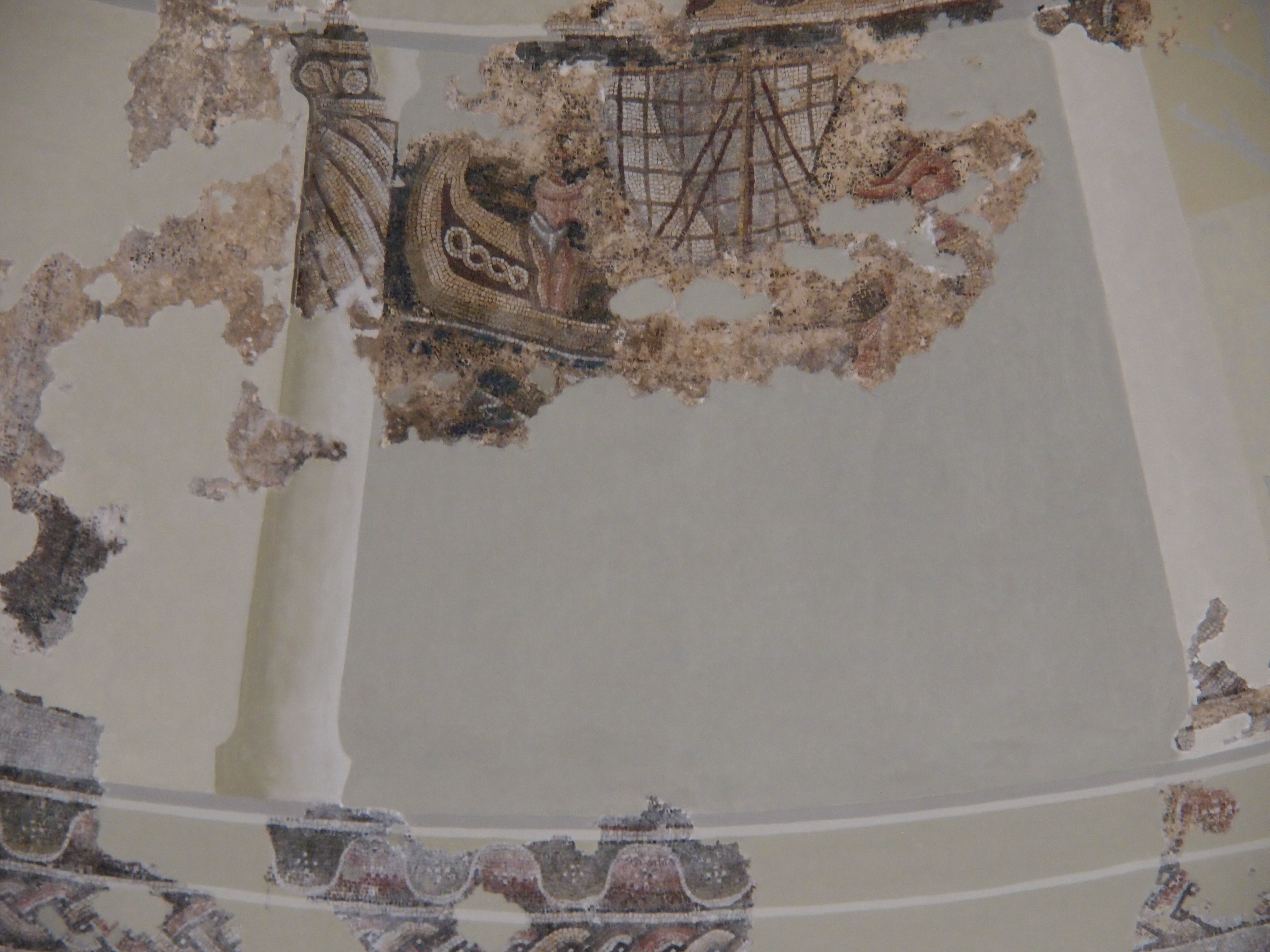
Escena del ciclo de Jonás

La siguiente escena a pesar de contener muchos elementos conservados, es difícil de interpretar. El centro de la composición está reservado a una figura entronizada de la cual solo queda el trono y a una figura descalza provista de una vara y que acarrea un fardo de color rosado. Esta figura dirige su cara hacia un tercer personaje situado a la izquierda del panel, igualmente de pie que le devuelve la mirada, Schlunk opina que este último personaje es una mujer, puesto que hay un lado en el que se conservan teselas azules que los relaciona con el agua, y de esa manera piensa que la escena se trata de la petición de mano de Rebeca.
La escena llamada B4 no tiene una interpretación confirmada todavía. La escena es sobre un fondo rojo oscuro. El intercolumnio es más estrecho que los demás, en el cual se inserta una única figura de la que conservan partes del brazo izquierdo, doblado, y cubierto por una estrecha manga gris con adorno de un orbicular sobre el hombro, así como partes del brazo derecho levantado. En dos de los ángulos superiores hay algunas teselas amarillas, cuyo significado no es aún claro.
La siguiente escena es la de Daniel en el foso de los leones. A Daniel le falta la mayor parte de su cuerpo, pero se han conservado sus brazos en posición orante y la rodilla izquierda doblada en ángulo. En cuanto al lado izquierdo, falta el león, pero la buena conservación del lado derecho ha permitido suponer que simétricamente se encontraría el segundo león. La bestia tiene la cabeza erguida y vuelta hacia el profeta, y las tonalidades de la melena del león van desde el marrón claro, al amarillento y al color castaño oscuro, con tonalidades de sombreado negras. El fondo es blanco grisáceo y el foso estaría representado por una estrecha franja gris verdosa ligeramente curvada. Esta escena es muy habitual en las pinturas de las Catacumbas de Roma.

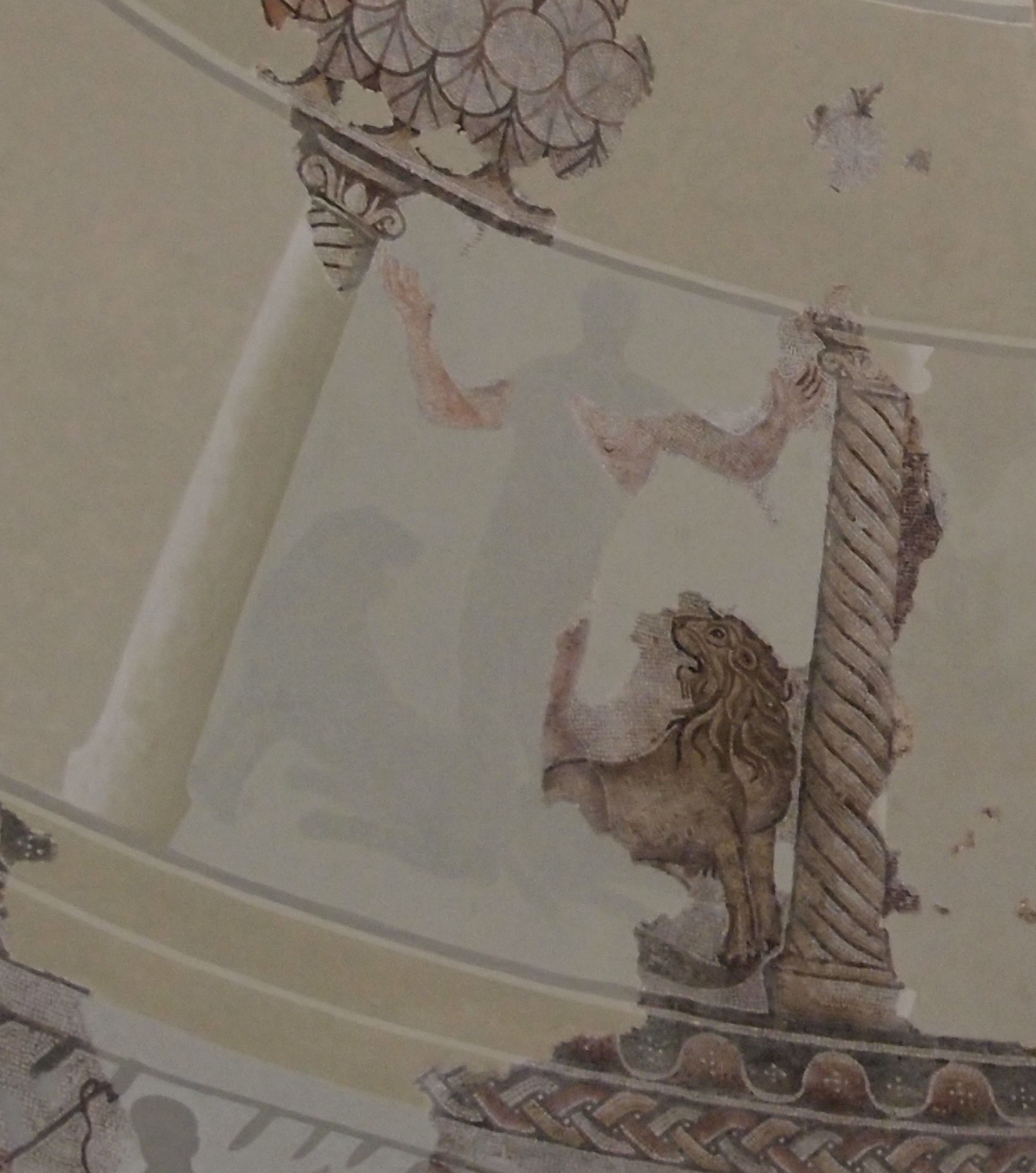
Escena de Daniel en el foso de los leones

En la escena de Adán y Eva se alcanza a diferenciar una pierna muy musculosa masculina y debido a la presencia de teselas verdes en lo que podría ser la zona pélvica, Schlunk lo interpretó de esta manera.
Volviendo de nuevo al eje central del Buen Pastor, siguiendo hacia el lado contrario, se encuentra la escena interpretada como el Arca de Noé, representada como una caja, dotada de tres recuadros en la parte frontal, con la puerta a modo de tapadera abierta hacia atrás flotando en el agua. Hay que imaginarse la figura con un único ocupante, erguido sobre la nave, con las manos levantadas en actitud orante. A pesar de que el Arca es muy rudimentaria se puede entender la idea que se quiere transmitir.
La siguiente escena pertenece a los jóvenes que se niegan a adorar la estatua de oro en presencia de Nabucodonosor. A la izquierda se aprecia un personaje sentado en un “trono” ricamente vestido, con atuendo blanco y un orbiculus azul y rojo. Se ve además la presencia de un par de piernas de otra figura. Algo más a la derecha se conservan los contornos de un pedestal alto, donde se advierten vestigios de un busto confeccionado con teselas doradas. La otra mitad seguramente la ocupaban 3 figuras erguidas, reconocidas por la conservación del gorro frigio que llevan. Esta escena es bastante clara, sobre todo si la relacionamos con la escena de los tres jóvenes en el horno, como castigo por el desprecio al ídolo de oro pagano, los tres judíos son sentenciados a morir quemados en un gran horno con bocas para alimentar el fuego y cuyas llamas sobresalen de la misma. La actitud de los jóvenes es orante, debido a que creen en la salvación por el verdadero Dios. Los gorros frígios hacen que se pueda localizar la escena en Oriente (Babilonia). La actitud orante de los jóvenes con las manos levantadas concuerdan simétricamente con la escena inferior de caza de los cazadores a caballo que tienen al igual que los tres jóvenes en el horno sus manos alzadas. Al lado se puede advertir la figura del ángel salvador, su cabellera es rubia y contrasta con la posición de todas las demás cabezas de la cúpula, en la cual han utilizado piedras blanquecinas y amarillentas en vez de rosadas o rojizas. Estas teselas amarillentas podrían interpretarse como una escena divinizada de la salvación en cuanto que el ángel salvador es una figura celestial.

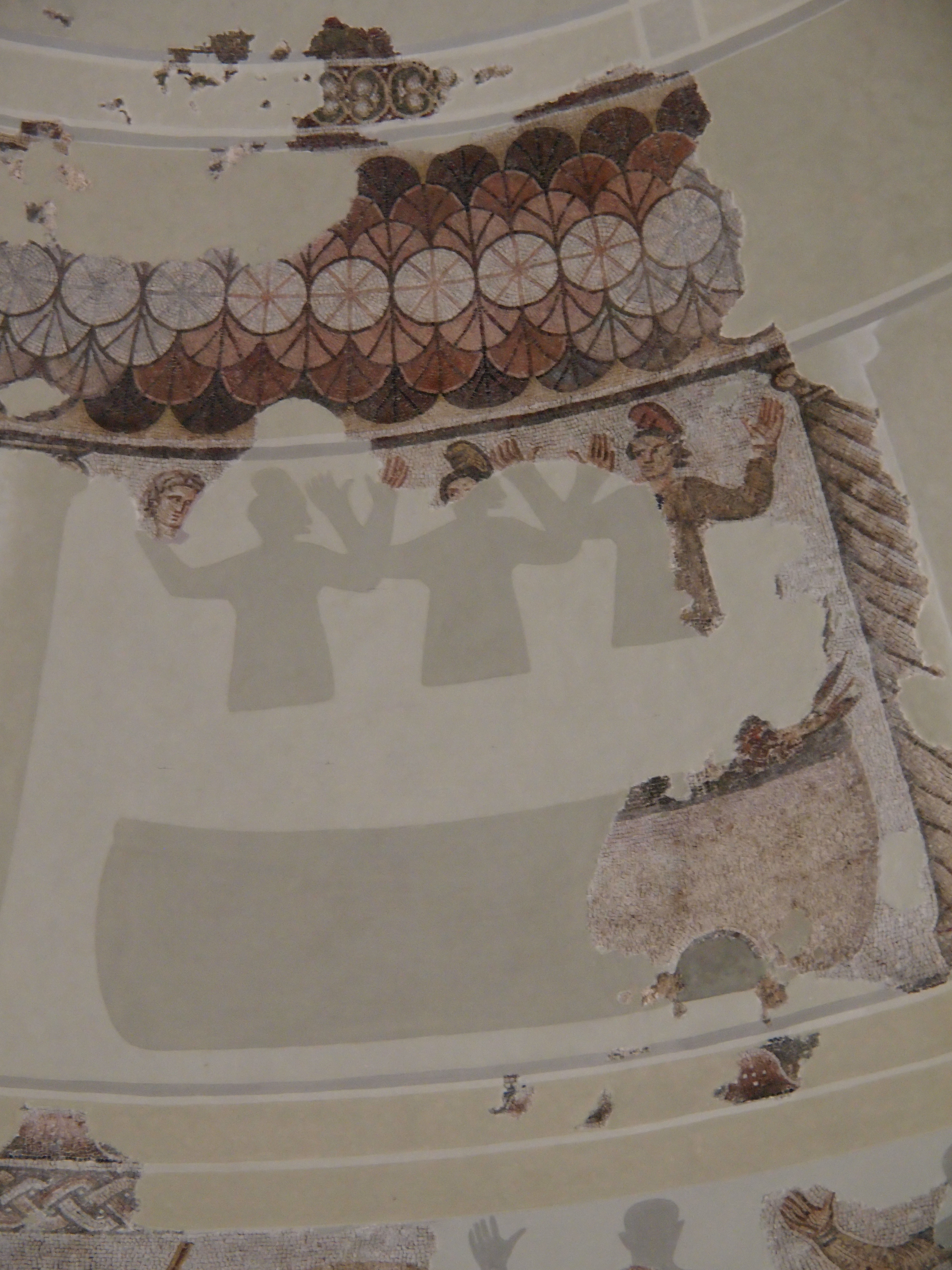
Escena de los tres jóvenes en el horno

Finalmente, la escena de la resurrección de Lázaro se identifica debido a la representación un cadáver en posición vertical, embutido en forma de momia de pequeñas dimensiones en una pieza arquitectónica. El cuadro recoge el momento de resurrección a la vida de Lázaro mediante el movimiento de la mano de Cristo, escena que pertenece al Nuevo Testamento, esta escena también es muy frecuente en el repertorio paleocristiano.
Registro superior: las figuras de las cuatro estaciones y figuras entronizadas
Pese a que el registro superior es el que más deteriorado está, algunos elementos iconográficos han permitido identificar las escenas. Se trata de cuatro espacios de los cuales sólo se conservan dos: la personificación de la primavera y el otoño.
La representación del otoño está personificada por un joven adolescente semidesnudo cubierto con una capa y sostiene unos racimos de uva en la mano. El personaje, al encontrarse solo en el recuadro, indica que no se trata de una escena de vendimia sino de representación de la estación.
La representación de la primavera permite ser identificada debido al motivo floral que aparece en el recuadro, y la similitud con el anterior recuadro y los faltantes restos diagonales simétricos hacen que se pueda proponer esta interpretación.
La iconografía de las cuatro estaciones en la musivaria romana, y de forma especial en la Antigüedad tardía, es muy recurrente, como por ejemplo en el ara romana de los ortus sallustiani, o en la entrada primitiva del cementerio de Domitila.

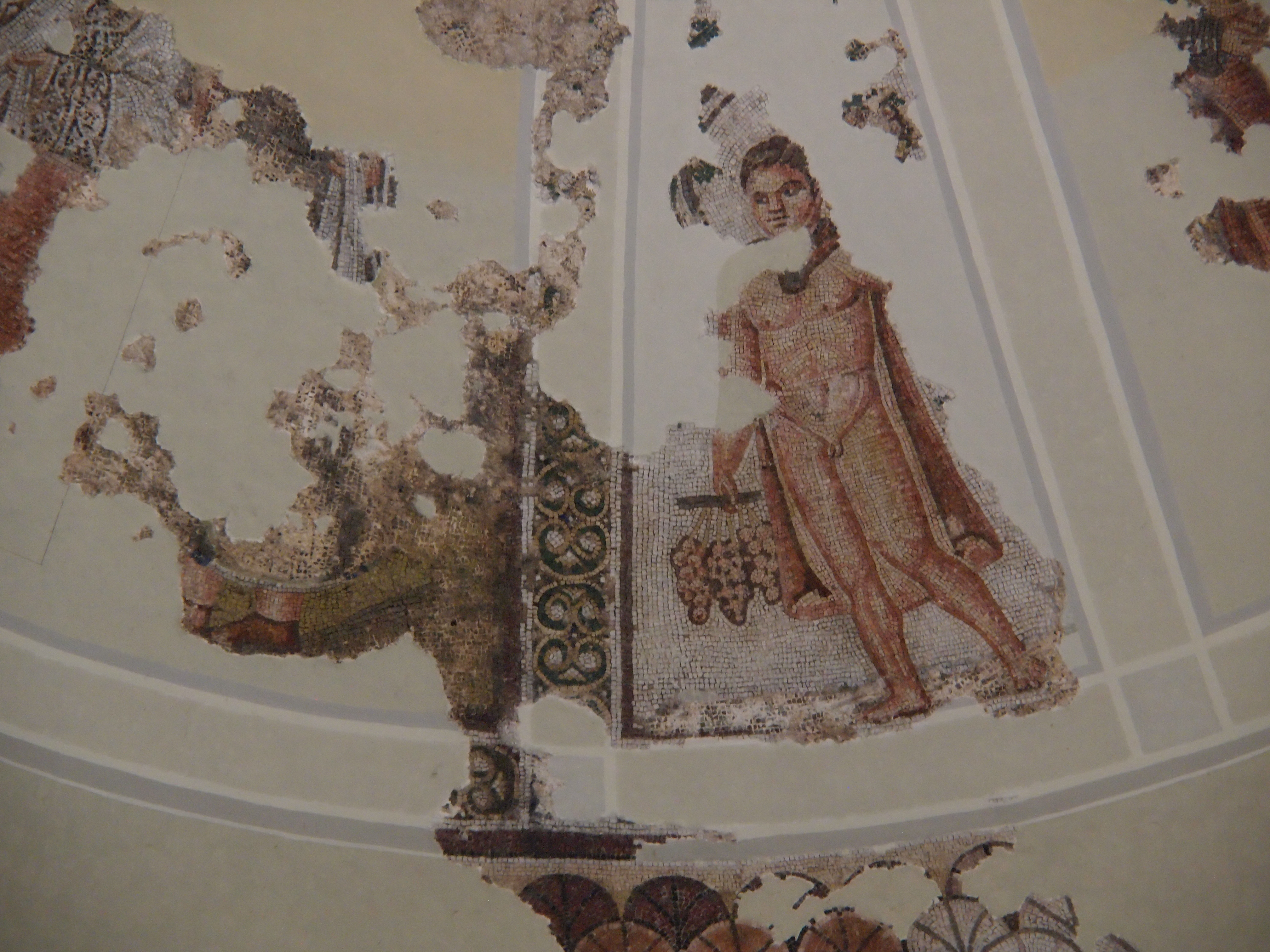
Detalle de la representación de las cuatro estaciones

En cuanto a las cuatro escenas entronizadas tienen un tamaño diferente a las demás representaciones. Se acompañan de otros personajes situados en la parte de atrás, vestidos ricamente que llevan diferentes objetos entre los cuales se identifica: un incensario, una caja, una pieza de ropa, una jarra y un volumen. Los “tronos” son de color rojo, vistos de perfil, con un respaldo peraltado. En la zona más alta se situaría el cénit del mosaico del cual sólo se conservan unas cabezas.
La escena conocida por “escena con mappa” se pueden distinguir cuatro figuras una de ellas entronizada con blanca vestimenta. En su mano izquierda sujeta un pañuelo con adornos azules. Acompañándolo hay tres figuras erguidas que llevan unas telas en la mano.
La escena conocida como entronizado con volumen se sitúa en el cuadro occidental y está muy deteriorada. Consiste en un rollo (volumen) blanco, dispuesto para ser leído y sujetado por las manos de la figura entronizada la cual lleva un tipo de vestimenta de color azul. En la parte izquierda hay cuatro figuras. La primera de ellas lleva una vestimenta amarilla. La segunda lleva una vestimenta de color blanco y sujeta un volumen en su mano izquierda. La tercera es de menor tamaño que las demás. Finalmente la cuarta figura sostiene un objeto rectangular tipo caja.

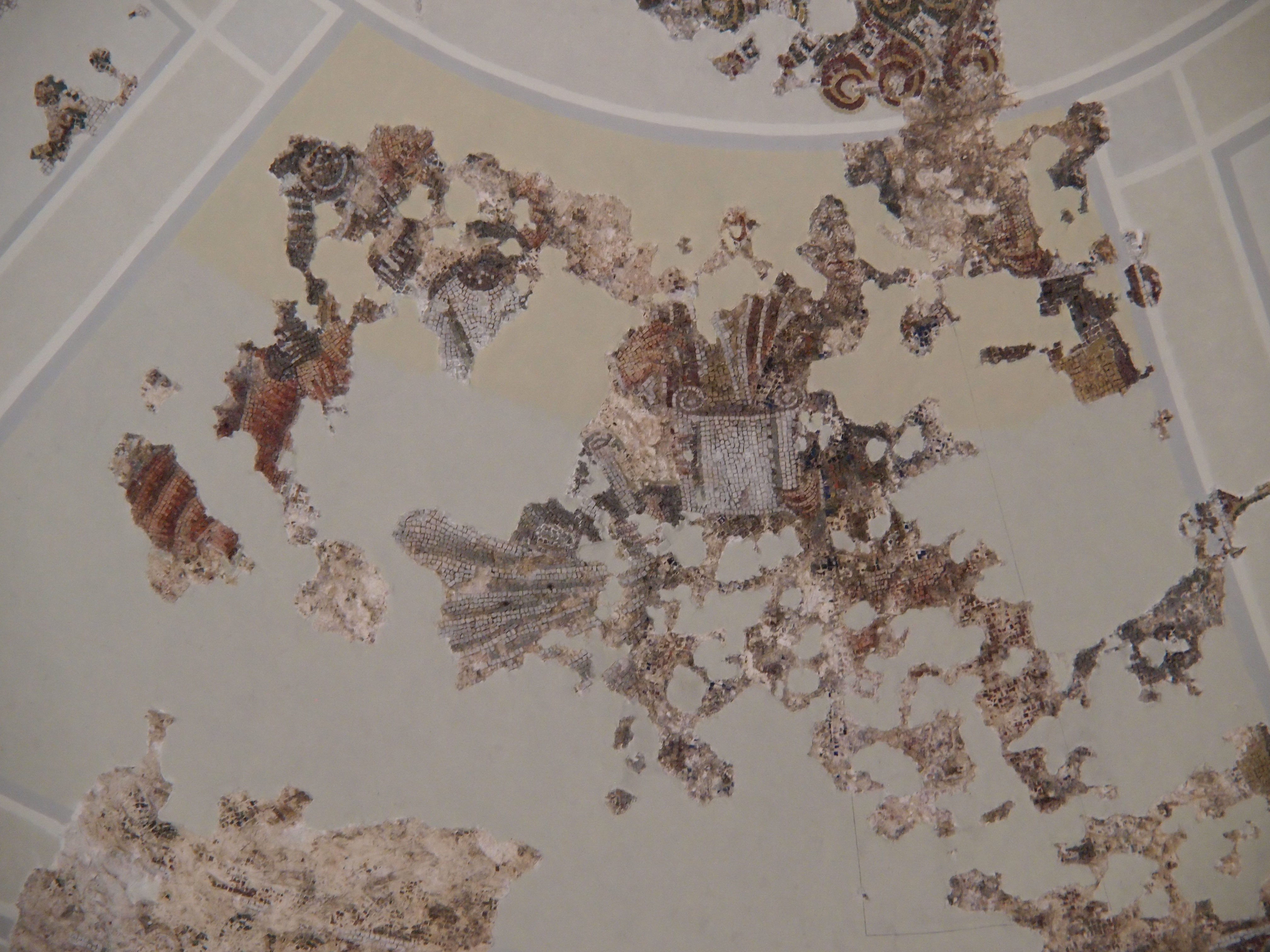
Detalle de la escena con volumen

En la llamada “escena con herma” el autor diferencia 6 figuras, una de las cuales está sentada en un trono/cátedra con la mano izquierda alzada con lo que parece una “cinta” o “diadema” en su mano, su vestimenta es de color purpúrea y dorada con ribetes en las mangas. A su derecha se distingue una figura de color azulada de menor tamaño (herma). Además de esto se pueden reconocer otras figuras erguidas, dos asistentes, uno de ellos sostiene un incensario y el otro lleva un paño en el lado derecho en sus manos que puede ser algún tipo de tela o vestido.
La escena llamada escena de la jarra, está muy deteriorada, pero en ella se alcanza a ver parte del trono/cátedra. A la derecha se aprecian unos fragmentos de zapatos rojos y un paño blanco. A la izquierda se intuye una figura con ropajes verdes cuya mano sujeta una jarra azul. Todas estas escenas se separan entre sí por una rica ornamentación de motivos geométricos y circulares, y en teselas de diferentes tonalidades.

## Interpretación del programa iconográfico
Schlunk interpretó las escenas de caza como una representación de la guerra y relacionó la figura que mira de frente, que se encuentra debajo de la representación del Buen Pastor, como el emperador que debía estar enterrado en la cripta de Centcelles. Así pues, utilizó la iconografía para respaldar su teoría de funcionalidad del edificio como mausoleo del emperador Constante “con la aparición de los personajes más importantes, en medio de los cuales está el director, el dueño de la caza, que debemos identificar como el retrato del difunto”. Además de esto, para Schlunk las escenas del Antiguo y Nuevo Testamento significan una versión de la commendatio animae. Gudiol, también se apoyó en este registro para definir el monumento como claramente funerario.
Arbeiter y Hauschild seguirán esta corriente, por la cual se cree que Centcelles es un edificio funerario y que el eje central del mosaico en el que se encuentran “el señor” y el Buen Pastor “al que el dueño de la cacería y del edificio se encuentra directamente subordinado”. Es definitivamente un marcador de que la figura que mira de frente era un personaje importante y con la celebración de la publicación póstuma del libro de Schlunk A. Arbeiter propondrá que los personajes representados en las cuatro escenas de la cúpula son los emperadores: Magnencio, Constancio, Decencio y Vetranio.
En 1998-1999 J. Arce interpreta que en el mosaico de Centcelles se representan cuatro personajes sentados en catedrae, y no en tronos, rodeados de asistentes y sirvientes que le presentan vestidos, vasos y otros objetos. Interpretando de ese modo que la imagen representa diferentes actividades propias de un obispo: lectura de las santas escrituras, presentación de vestidos según la liturgia, lavamiento de manos, etc. 
Arce argumenta que el personaje sentado se encuentra sentado sobre una cátedra y no en un trono. En la escena que se le representa leyendo un volumen está completamente vestido con una clamys decorada con segmentos dorados. Alrededor de esta escena los demás personajes no le llevan indumentaria sino objetos. Lo que significa una expresión de rango específico del personaje que los recibe.
Además, el investigador se apoya en la propuesta de Warland sobre la identificación de las figuras como dominus y domina, en lo que se refiere al acto de los propietarios de ser ayudados a vestirse. Aun así Arce rechaza la teoría de Warland puesto que si se tratase de un dominus y una domina, la domina debería estar rodeada de mujeres en el acto de ser vestida.
La lectura global de Arce comenzaría desde abajo pasando por la representación de un mundo laico-civil, después las referencias religiosas, y finalmente las referencias a la liturgia neo-testamentaria.
De esta forma, Arce opina que la representación es la de un obispo sentado en la cátedra, ya que desde ella puede ejercer su función de pastor de las almas. Además añade que la vestimenta utilizada por el obispo imita elementos de dignatarios, porque él representa “una dignitas particular”. En el caso de que el representado fuera el emperador sería ilógico pensar que no fuera representado con su séquito de soldados.
En el año 2002, Ramón Galdón i Garcia propuso sus interpretaciones sobre la cacería de los ciervos (la venatio) y después, en otro artículo posterior añadió la teoría del conjunto musivo. En el primer artículo relacionó la escena de la cacería con el ejército, y estuvo de acuerdo de relacionar Centcelles como edificio funerario. Galdón i Garcia menciona “la cacera té lligams amb la religió pagana y la guerra”, y añade que el espacio sagrado de Roma está ligado con los campamentos militares, pues la caza sería una preparación para la guerra y de formación del cuerpo militar. Este ejército tiene relación con la religión pagana, con el culto a Artemisa. Entre las figuras representadas como cazadores, se ve una figura encapuchada a caballo que Galdón i Garcia interpreta como Genius cucullatus. Esta escena no es una lucha contra el bien y el mal, es una escena cristiana; en ella se explica cómo el hombre puede no caer en manos del diablo, el genio indica la muerte, y la muerte es consecuencia de la transgresión de Adán y Eva, escena que se encuentra representada en el registro intermedio.
En relación con la escena de los tres mártires negándose a adorar la estatua de oro, Galdón i Garcia propone que la estatua de oro es el Anticristo, una estatua hecha por el diablo, pero en la escena de los tres jóvenes en el horno, éstos aclaman la verdadera fe y son salvados, sin embargo, en la escena de la caza se indica la muerte verdadera por adorar a un Dios que no es el suyo, lo que para un cristiano significa la verdadera muerte. Galdón i Garcia, también relaciona al señor de la casa con el Diablo como un personaje derecho esperando la llegada de víctimas. Será este diablo el que incite a Nabucodonosor a hacer la estatua de oro y pedir que sea adorada por los tres jóvenes hebreos. El ciervo será interpretado como Cristo, como los cristianos que fueron perseguidos, y los perros son los que denuncian la presencia de los cristianos y ayudan a los cazadores a darlos muerte. Finalmente la villa de Centcelles es interpretada como la casa del veterano, o de un martyrium y no descarta que el obispo pudiera vivir allí. Galdón i Garcia, siguiendo la teoría de que la figura sentada en la cátedra sea un obispo, expresa la idea de que es la representación de un mártir, posiblemente Fructuoso con sus diáconos. Y explica que las cuatro estaciones manifiestan una sucesión en el tiempo y en espacio. Su presencia en el mosaico explica cómo se desarrolla la liturgia a lo largo del tiempo y de su diálogo entre Dios y la humanidad, expresada mediante la naturaleza.
A. Isla, siguiendo la teoría de J. Arce, está de acuerdo en vincular las escenas del registro superior al obispo representando sus actos litúrgicos. Pero Isla en esta ocasión, interpreta la escena de la petición de mano de Rebeca como la de Tobías hijo en conversación con el viajero que habrá de recorrer con él el viaje al que le manda su padre. Se apoya en la importancia del agua en la historia de Tobías para sugerir esta nueva interpretación. La figura con la vara y un fardo sería el ángel Rafael, que se convertiría en el compañero de viaje de Tobías bajo el nombre de Azarías.
Respecto al segundo registro indicará que el carácter es funerario pues se hacen referencias a la salvación, resurrección ante la muerte “espiritual”.
Isla, además, relaciona el juicio de los tres jóvenes en el horno con la pasión de Fructuoso, Augurio y Eulogio, pues es bien conocida por los cristianos de Tarraco la historia de la pasión del obispo de la ciudad.
Este autor concluye en que lo que se representa en Centcelles es la exaltación de los mártires de Tarraco, y explica que una buena interpretación sería pensar que un dominus por la gracia de Dios se convirtió en dignidad episcopal. Así pues, se trataría de un rico aristócrata que mandó realizar el mosaico, para manifestar su gloria, consistente en su ocupación episcopal y como heredero de la tradición que se remontaba a Fructuoso.
Finalmente, en el año 2013 se publicó una nueva interpretación del conjunto musivo por Josep Antón Remolá y Meritxell Pérez Martínez. En esta nueva interpretación de Centcelles como praetorium del Comes Hispaniarum Asterio, sugieren que la sala con cúpula era un sacellum, importante lugar de culto a partir del siglo III. En cuanto al programa iconográfico, se apoyan en la teoría de que el registro de la cacería es de un campamento militar y que el personaje central es Asterio y se enfatiza también el carácter de salvación que contienen las escenas del registro intermedio, y concluyen en la idea de que la figura en la cátedra podría ser Fl. Constancio, personaje clave en la historia política y militar.